# Alin Coen Band
Die Alin Coen Band ist eine deutsche Singer-Songwriter-Formation, die im Mai 2007 gegründet wurde und nach Alin Coen, der Leadsängerin der Gruppe, benannt ist.
Musikalisch bewegt sich die Band zwischen Pop und Folk. Die vier Musiker der Alin Coen Band kamen aus Weimar und Hamburg, zwei sind mittlerweile in Leipzig zuhause.

## Geschichte
Die Alin Coen Band durfte im Jahr 2008 am PopCamp des Deutschen Musikrates teilnehmen, das als „Meisterkurs für Popmusik“ gilt. Ende 2008 trat Alin Coen bei der Berliner Internet-Musiksendung TV Noir auf. Schnell wurden die Clips ihrer Songs zu den beliebtesten der Sendung und erzielten mit der Zeit mehrere hunderttausend Views bei YouTube. Die Alin Coen Band absolvierte in der Folge immer wieder Gastauftritte bei TV Noir und wurde 2010 mit der „TV Noir-Rakete“ in Silber ausgezeichnet.
2009 war die Band als Vorgruppe für Jakob Dylan, Starsailor, Philipp Poisel, Regina Spektor und Amos Lee aktiv. Am 19. April 2009 war sie im ZDF-Beitrag Pop Cracks zu sehen. Die Band trat bereits am 30. April 2009 live im Fernsehen in der Sendung Scobel auf 3Sat auf und unternahm im Mai 2009 eine Tournee durch mehrere deutsche Städte. Im August 2009 folgte eine Tournee durch Kanada. Ihr Debütalbum Wer bist du? erschien am 27. August 2010 auf ihrem eigenen Label Pflanz einen Baum (Roughtrade). Auf stern.de war die Gruppe am 24. August 2010 Musiktipp der Woche.
Vom 31. August bis zum 18. Oktober 2010 absolvierte die Alin Coen Band zur Promotion ihres Albums eine weitere Tournee durch Musikclubs u. a. in Berlin, Köln, München und Hamburg, die von der Peter Rieger Konzertagentur organisiert wurde. 2011 folgte die Einer will immer mehr-Tour mit Konzerten in Deutschland, Österreich und der Schweiz.
Am 14. April 2011 erhielt die Band den Deutschen Musikautorenpreis in der Kategorie Nachwuchsförderung. Beim Bundesvision Song Contest 2011 traten sie für ihr Heimatbundesland Thüringen an und belegten den 12. Platz.
Am 28. Juni 2013 wurde das Album We’re Not the Ones We Thought We Were veröffentlicht. Dazu wurde ein Video für den Song A No Is a No gedreht. Regie führte Dietrich Brüggemann.
Von ihrem Auftritt bei Inas Nacht am 28. Oktober 2010 wurde ihr Lied Festhalten zusammen mit neun weiteren Gastauftritten auf der Bonus-CD Inas kleine Nachtmusik mit Ina Müllers Album Ich bin die veröffentlicht.
Das Album Nah (2020) wählte der Radiosender MDR Kultur zum Album der Woche, das Lied Bei Dir ist oft im Programm des Senders zu hören.

## Kompilationen und Gastauftritte
Auf dem 2010 veröffentlichten TV-Noir-Sampler 15 Knaller ist Alin Coen mit dem Stück „Das letzte Lied“ vertreten. Für Enno Bungers 2012 erschienenes Album Wir sind vorbei wurde Alin Coen als Gesangsgast für das Stück „Ich möchte noch bleiben, die Nacht ist noch jung“ eingeladen. In der ersten Veröffentlichung von LOT, das ist Lothar Robert Hansen, im Dezember 2013 sang sie ein Feature im Lied Nische, das innerhalb weniger Monate fast 100.000 Aufrufe bekam.

## Alin Coen

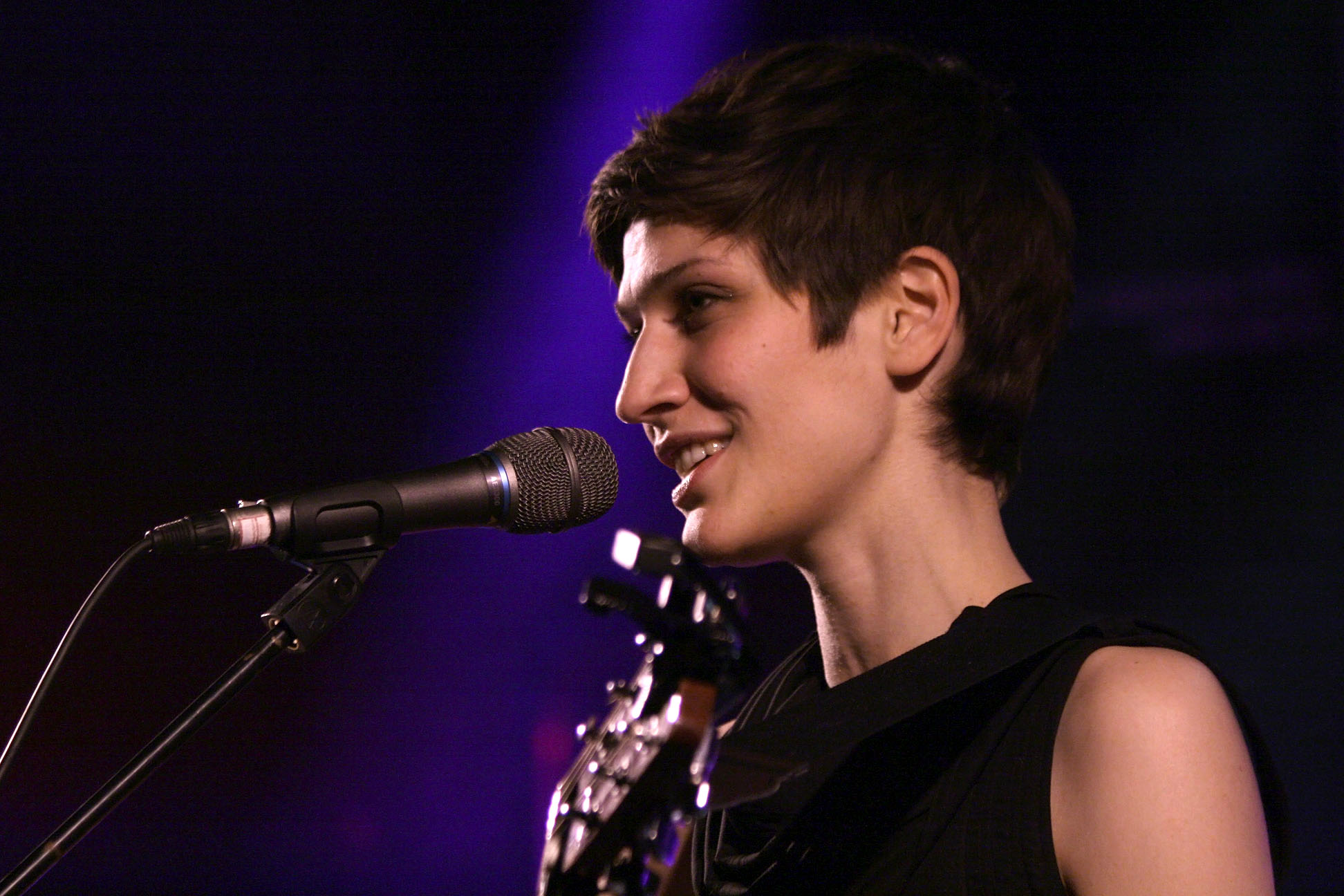
Alin Coen (Wien 2011)

Die 1982 in Hamburg geborene Leadsängerin Alin Coen wuchs zweisprachig auf (Deutsch und Spanisch) und ging im Jahr 2003 zum Umweltingenieurwissenschaften-Studium nach Weimar an die Bauhaus-Universität Weimar, das sie mit Abschluss beendete. Dort traf sie die Musiker, mit denen sie schließlich im Mai 2007 die Band gründete.
Es kam für Coen der Zeitpunkt, sich neu zu orientieren: „2014 war ich der Meinung: Ich bin jetzt durch damit, Musikerin zu sein. Ich fand es nicht mehr sinnstiftend, Musik zu machen.“ Sie entschied sich zum Master-Studiengang Land and Water Management in den Niederlanden und war Praktikantin bei Greenpeace in Hamburg. 
Es kehrte bei ihr der Wunsch zurück, wieder musikalisch in Erscheinung zu treten. So entstanden allmählich neue Lieder für das Album Nah, das Ende August 2020 veröffentlicht wurde. Alle Lieder auf dem Album hat Coen geschrieben, und alle sind auf Deutsch. Auf früheren Alben sang sie auch in Englisch, weil diese Lieder in Schweden entstanden sind, wo sie ein halbes Jahr gelebt hatte.
Alin Coen ist deutsch-mexikanischer Herkunft, ihre jüngere Schwester ist die Journalistin Amrai Coen, ihre Mutter Marie Coen ist Kinderärztin. Die Zeichnungen für das Album „nah“ (2020) schuf ihr Vater Amilcar Coen, ihre Eltern leben in Hamburg. Alin Coen hat einen Sohn.

## Diskografie
- 2010: Wer bist du? (Album)[21]
- 2011: Einer will immer mehr (EP)
- 2013: We’re Not the Ones We Thought We Were
- 2016: Alles was ich hab (Live)[22]
- 2020: Nah[23]
- 2022: Alin Coen & Stüba Philharmonie